# Eschweilera sessilis
Eschweilera sessilis är en tvåhjärtbladig växtart som beskrevs av Albert Charles Smith. Eschweilera sessilis ingår i släktet Eschweilera och familjen Lecythidaceae. Inga underarter finns listade i Catalogue of Life.